# Pjotr Wiktorowitsch Buslow

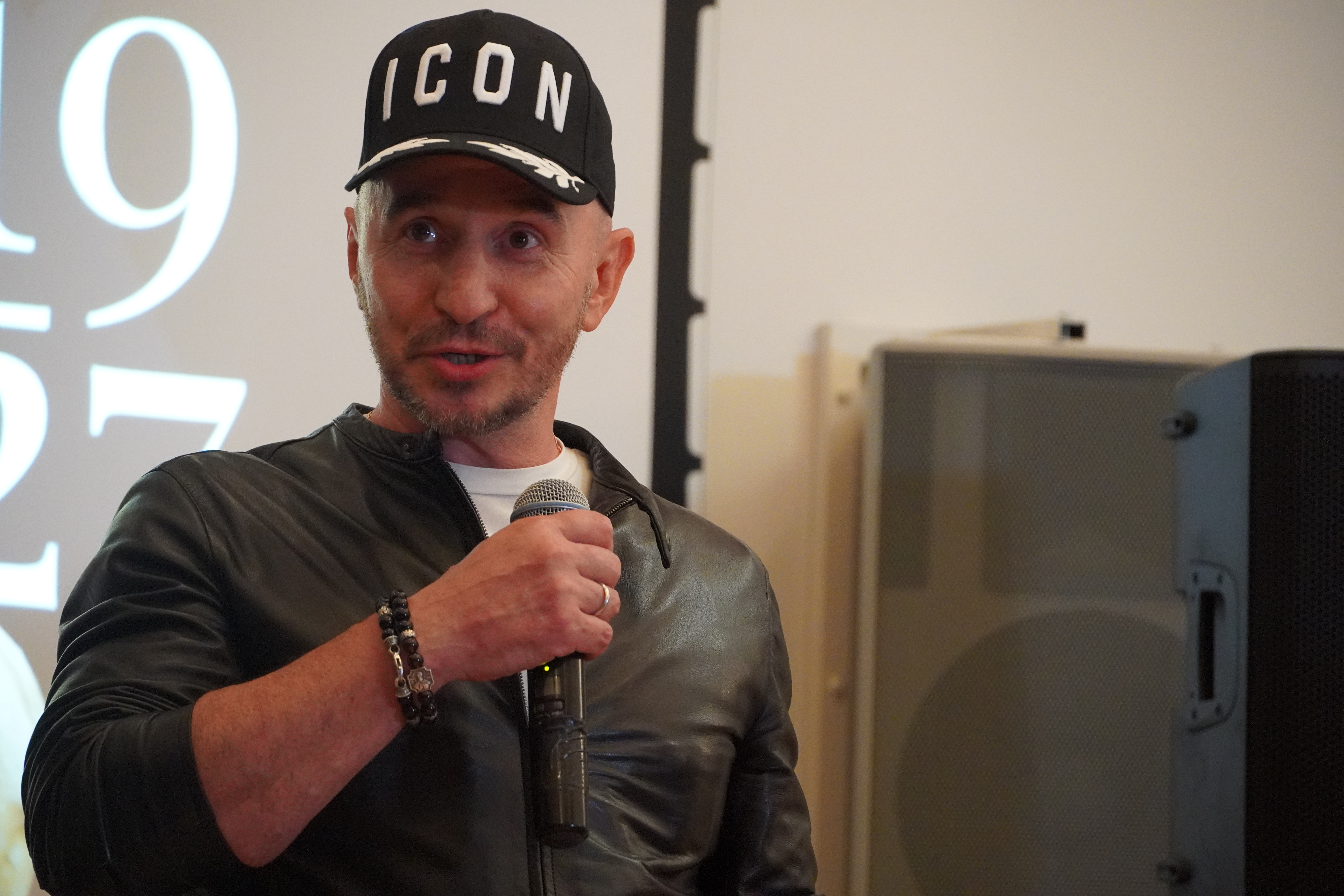
Pjotr Wiktorowitsch Buslow, 2020

Pjotr Wiktorowitsch Buslow (russisch Пётр Викторович Буслов; * 1. Juni 1976 in Chabarowsk, Sowjetunion) ist ein russischer Filmregisseur.

## Leben
Buslow, der in Wladiwostok aufwuchs, studierte am Gerassimow-Institut für Kinematographie in Moskau. 2003 drehte er seinen Debütfilm Bumer. Er handelt von vier Kleinkriminellen auf der Flucht, die in einem gestohlenen schwarzen BMW (genannt „Bumer“) durch das Land und in ihren Untergang rasen. Das Budget des Filmes betrug 700.000 US-Dollar. Bisher spielte er 1,6 Mio. US-Dollar ein. Bumer wurde auf mehreren russischen Filmfestivals  ausgezeichnet. Buslow drehte dann 2006 die Fortsetzung Bumer: Film vtoroy (russisch Бумер. Фильм второй).
Buslow war auch Regisseur der Fernsehserie Nascha Russia (Наша Russia) und 2009 zusammen mit Alexei German, Boris Chlebnikow, Kirill Serebrennikow und Iwan Wyrypajew einer der fünf Regisseure des Films Korotkoje samykanije, welcher bei den Filmfestspielen von Venedig 2009 gezeigt wurde.
2010 war er einer der fünf Regisseure, die an dem von der Firma Wrigley gesponserte Kurzfilm-Projekt, genannt Experiment FIVE, teilnahmen. In seinem Film Sunrise/Sunset spielte der Russische Autor und Regisseur Alexej Schipenko, die anderen Regisseure des Projekts waren Alexander Weledinski, Igor Woloschin, Andrei Swjaginzew und Aleksej Popogrebski.
2011 inszenierte er den Film Wyssozki – Danke, für mein Leben, einen Film über den Dichter und Schauspieler Wladimir Semjonowitsch Wyssozki.
Im März/April 2014 begann Buslow mit den Dreharbeiten zu dem größtenteils in Indien gedrehten Spielfilm Родина/Vaterland. Das Drehbuch schrieben Alexej Schipenko und Andrej Migatschev, produziert wird er u. a. von Pjotr Wiktorowitsch Buslow und Sergei Selyanov von der CTB Film Company Moskau/Sankt Petersburg. Der Film soll am 15. Oktober 2015 veröffentlicht werden.